# 芦塚亀三郎
芦塚 亀三郎（蘆塚 龜三郎、あしづか かめさぶろう、1861年2月〈文久元年1月〉 - 没年不明）は、日本の政治家。長崎県北高来郡諫早村長・同県同郡本野村長・同県同郡真津山村長。長崎県北高来郡生糸販売組合監事。

## 人物
諫早藩士・芦塚貞右衛門の次男。幼時に鴻儒・谷口藍田の門に入り、後に福岡の藤雲館、東京和仏法律学校に学ぶが、病気のため1887年に学窓を去る。1890年、九州鉄道に就職する。1903年、選ばれて本野村村長に就職し、1907年、満期退職する。
1908年、真津山村長に推され1年半在職する。この間納税の奨励、真崎校の改築、喜々津村と数十年繁争する漁業権問題を調停解決する。1909年、諫早村長に推され、貯金組合、納税組合の設立、道路の改修、青年会の組織、蚕業の奨励、欠席児童督励等に尽瘁する。
日露事件の功により勲七等に叙し、一時賜金を得る。1917年、長崎県農会議員に選挙される。1921年、小学校の設備就学出席の事務並びに社会教育等に尽瘁する。愛国生命保険代理店である。住所は長崎県北高来郡諫早村原口名（のち北高来郡諫早町、現・諫早市）。